# Nomaglio
Nomaglio (en français Nomail) est une commune italienne de la ville métropolitaine de Turin, dans la région Piémont.

## Administration
| Période                                  | Période | Identité                 | Étiquette | Qualité |
| ---------------------------------------- | ------- | ------------------------ | --------- | ------- |
|                                          |         | Wilmer Cresto Miseroglio |           |         |
| Les données manquantes sont à compléter. |         |                          |           |         |

### Communes limitrophes
Settimo Vittone, Andrate, Borgofranco d'Ivrea.